# Мирзоян, Карен Амбарцумович
Карен Амбарцумович Мирзоян (арм. Կարեն Համբարձումի Միրզոյան; род. 7 декабря 1965, Ереван) — государственный деятель непризнанной Нагорно-Карабахской Республики (НКР) и Армении, министр иностранных дел НКР (2012—2017), посол по особым поручениям Армении (2019—2020).

## Биография
Родился 7 декабря 1965 года в Ереване.
В 1989 году окончил факультет востоковедения Ереванского государственного университета по специальности «Турецкий язык и литература», в 1990—1993 годах учился в аспирантуре Института востоковедения НАН РА по специальности «Новейшая история Турции».
С 1993 года работал в МИД Армении в управлении политического планирования и в управлении стран Ближнего и Среднего Востока, в 1996—1997 годах — начальник отдела Турции управления стран Ближнего и Среднего Востока.
С 1997 года работал в МИД НКР, до 2001 года был постоянным представителем НКР в Армении.
С 2002 года вновь работал в МИД Армении, был главой управления стран Ближнего и Среднего Востока. В 2005 году назначен постоянным представителем Армении при Организации черноморского экономического сотрудничества. В 2010 году стал начальником управления приграничных стран.
С 22 сентября 2012 года по 25 сентября 2017 года являлся министром иностранных дел НКР.
С 28 июня 2019 года по 20 ноября 2020 года являлся послом по особым поручениям при МИД Армении. Подал в отставку на фоне массовых протестов после завершения Второй карабахской войны.
С 2021 года преподаёт теорию дипломатии, регионоведение, конфликтологию и турецкий язык в Институте права и политики Российско-армянского университета.

## Личные сведения
Имел дипломатические ранги чрезвычайного посланника и полномочного министра.
Владеет русским, английским и турецким языками.
Беспартийный. Женат, имеет 2 детей.

## Награды
- Медаль МИД Абхазии «За заслуги» (Республика Абхазия, 15 мая 2013)[7]